# Wereldvoetballer van het jaar 1995
In 1995 werd George Weah door de FIFA verkozen tot Wereldvoetballer van het jaar. Hij was hiermee de eerste Afrikaan die de prijs won, en is tot nu toe nog steeds de enige.

## Resultaten
| #  | Speler             | Club                           | Punten |
| -- | ------------------ | ------------------------------ | ------ |
| 1  | George Weah        | Paris Saint-Germain → AC Milan | 170    |
| 2  | Paolo Maldini      | AC Milan                       | 80     |
| 3  | Jürgen Klinsmann   | AS Monaco → Bayern München     | 58     |
| 4  | Romário            | FC Barcelona → Flamengo        | 50     |
| 5  | Roberto Baggio     | Juventus → AC Milan            | 49     |
| 6  | Christo Stoitsjkov | FC Barcelona → Parma           | 37     |
| 7  | Iván Zamorano      | Real Madrid                    | 36     |
| 8  | Juninho Paulista   | São Paulo → Middlesbrough      | 28     |
| 9  | Matthias Sammer    | Borussia Dortmund              | 23     |
| 10 | Michael Laudrup    | Real Madrid                    | 20     |
|    | Gianfranco Zola    | Parma                          | 20     |

## Referentie
- World Player of the Year - Top 10

1991 · 1992 · 1993 · 1994 · 1995 · 1996 · 1997 · 1998 · 1999 · 2000 · 2001 · 2002 · 2003 · 2004 · 2005 · 2006 · 2007 · 2008 · 2009